# 布盧利克 (密蘇里州)
布盧利克（英語：Blue Lick）是位於美國密蘇里州薩林縣的非建制地區。

## 歷史
布盧利克的郵局於1890年設立，其後於1934年停運。

## 地理
布盧利克所處的海拔為高於海平面239米（即784英呎），而該地所採用的時區為UTC-6，即北美中部時區（CST）。同時該地設有夏令時間，為UTC-6調快一小時，即UTC-5（CDT）。